# Dorothy Osborne
Dorothy Osborne   (Chicksands Priory, 1627 - Moor Park, 1695) va ser una escriptora de cartes anglesa.

## Biografia
Osborne va néixer a la casa monàstica de Chicksands Priory (Bedfordshire) i va ser la més petita de dotze filles nascudes d'una família fermament realista. El seu pare era el noble Peter Osborne, que era el tinent governador de l'illa de Guernsey sota la direcció de Carles I. La seva mare era Dorothy Danvers, el germà del qual era el regicida John Danvers.
Després de negar-se a una llarga cadena de pretendents presentats per la seva família, inclòs el seu cosí Thomas Osborne, Henry Cromwell (fill d'Oliver Cromwell) i Justinian Isham, el 1654 Dorothy Osborne es va casar amb William Temple, un home amb qui havia portat en un llarg festeig clandestí de gran naturalesa epistolària. Osborne és recordada per les seves cartes a Temple, que eren enginyoses i progressistes. Només es conserva la correspondència d'Osborne, que inclou una col·lecció de 79 cartes a la Biblioteca Britànica.
Osborne es va enamorar de Temple el 1647, quan la parella tenia aproximadament dinou anys. Tot i que ambdues famílies es van oposar a la unió per motius econòmics, ja que els matrimonis del segle XVII sovint eren un acord comercial, ella va romandre soltera. Després de la mort del seu pare, les famílies de la parella van sancionar la unió i van acabar amb prop de set anys de festeig intermitent, aquests dos últims marcats per l'intercanvi de cartes. Les noces van tenir lloc el 25 de desembre de 1654, i el matrimoni va durar fins a la mort de Lady Temple el 7 de febrer de 1695.
Hi ha poques traces d'Osborne després de casar-se i poques notes i cartes han sobreviscut, tot i que els falta l'enginy i l'energia de les cartes de festeig. Les referències disperses indiquen que Osborne va estar profundament implicada en la carrera diplomàtica i els assumptes d'estat del seu marit. La carrera de Sir William va dur la parella a viure a l'estranger durant períodes de la seva vida matrimonial, inclòs el temps a Brussel·les (als Països Baixos espanyols) i a la República Holandesa. Temple va ser ambaixador dues vegades a La Haia, darrerament durant les negociacions matrimonials de Guillem i Maria. El 1671 Carles II d'Anglaterra va utilitzar Dorothy per provocar la Tercera Guerra Angloneerlandesa, tot deixant-la navegar el 24 d'agost a través de la flota holandesa al iot reial Merlin i exigint que fos saludada amb fum blanc. Osborne va ser una figura important i reconeguda en les negociacions matrimonials posteriors a causa de la seva amistat amb Guillem III d'Orange i la princesa Maria. L'estreta amistat d'Osborne amb Maria va durar fins a la mort de la reina el 1694.
Osborne (Lady Temple) va tenir nou fills, dos dels quals morts a la infància. Una filla, Diana, va sucumbir a la verola als catorze anys i un fill, John, es prendre la vida als vint-i-dos anys, però no abans de casar-se i de tenir dos fills, deixant a Sir William i a Lady Temple dues netes: Elizabeth i Dorothy Temple.
Lady Temple va morir a Moor Park (Surrey), i està enterrada al passadís oest de l'abadia de Westminster, juntament amb el seu marit Sir William Temple, la filla Diana Temple i la germana de Temple, Martha, la vida adulta de la qual va passar com a membre de la Casa Osborn/Temple.

## Història de la publicació
Les cartes de Dorothy Osborne han estat publicades diverses vegades des de la seva aparició inicial en impremta el 1888. L'edició més recent està editada per Kenneth Parker: Dorothy Osborne: Letters to Sir William Temple, 1652–54: Observations on Love, Literature, Politics and Religion (Ashgate, 2002), tot i que aquesta versió no ha estat exempta de problemes per a lectors especialitzats pel que fa a l'ordre correcte d'algunes de les lletres, moltes de les quals no estaven datades i són difícils de col·locar de manera seqüencial. El text de l'edició de 1888 de l'editor Edward Parry està disponible en línia. L'edició de Parry és particularment valuosa pel seu comentari, tot i que per desgràcia no va conservar l'ortografia original per a la seva transcripció, i l'anglès modern disminueix en alguns casos el considerable encant de la prosa d'Osborne. Les edicions crítiques de G. C. Moore Smith (1928) i Parker conserven l'ortografia i la puntuació d'Osborne.